# Eberschwang
Eberschwang ist eine Marktgemeinde in Oberösterreich im Bezirk Ried im Innkreis im Innviertel mit 3532 Einwohnern (Stand 1. Jänner 2025). Die Gemeinde liegt im Gerichtsbezirk Ried im Innkreis.

## Geografie
Eberschwang liegt auf 529 m Höhe im Innviertel. Die Ausdehnung beträgt von Nord nach Süd 7,9 km, von West nach Ost 7,4 km. Die Gesamtfläche beträgt 40,42 km². 29,2 % der Fläche sind bewaldet, 61,6 % der Fläche sind landwirtschaftlich genutzt.
Der Fluss Antiesen entspringt im Gemeindegebiet von Eberschwang.

### Gemeindegliederung
Die Gemeinde Eberschwang besteht aus sieben Katastralgemeinden:
- Eberschwang
- Kirchsteig
- Leopoldshofstatt
- Mitterbreitsach
- Mühring
- Vocking
- Wappeltsham

Das Gemeindegebiet umfasst folgende 33 Ortschaften (in Klammern Einwohnerzahl Stand 1. Jänner 2025):
- Albertsham (115) samt Albertshamer-Siedlung und Stranzing
- Anetsham (46) samt Vogelsberg
- Anhang (34) samt Linn
- Antiesen (43)
- Aspach (33)
- Eberschwang (1663)
- Edt (22)
- Eichetsham (31)
- Feichtet (107)
- Felling (18)
- Fleischhacken (64) samt Atzing, Gittmaiern und Pireth
- Greifenedt (39) samt Birnedt
- Hausruck (34)
- Hof (52) samt Schusterbauer-Siedlung
- Hötzing (50)
- Illing (22)
- Königsberg (24) samt Königsberger-Siedlung und Reifetsham
- Leopoldshofstatt (247) samt Sankt Peter
- Mitterbreitsach (52)
- Moos (37)
- Mühring (121) samt Sternbauer-Siedlung
- Oberbreitsach (111) samt Höllnham
- Ötzling (52)
- Prinsach (24) samt Reith
- Pumberg (107)
- Putting (21)
- Reinthal (35)
- Straß (68) samt Forstern
- Vocking (111) samt Ortacker und Pfiesl
- Walling (37)
- Wappeltsham (56)
- Wolfharting (41)
- Wörling (15)

Bis 2020 waren auch die Ortsteile Am Sportplatz, An der Malzmühle, Hasledt, Königsberger Straße, Maierhof und Teichterberg als Ortschaften ausgewiesen.

### Nachbargemeinden
| Hohenzell                                    | St. Marienkirchen am Hausruck               | Haag am Hausruck (Bezirk Grieskirchen)   |
| Pattigham Pramet                             | Kompassrose, die auf Nachbargemeinden zeigt | Geboltskirchen (Bezirk Grieskirchen)     |
| Frankenburg am Hausruck (Bezirk Vöcklabruck) | Ampflwang (Bezirk Vöcklabruck)              | Ottnang am Hausruck (Bezirk Vöcklabruck) |

## Geschichte

### Ortsgeschichte

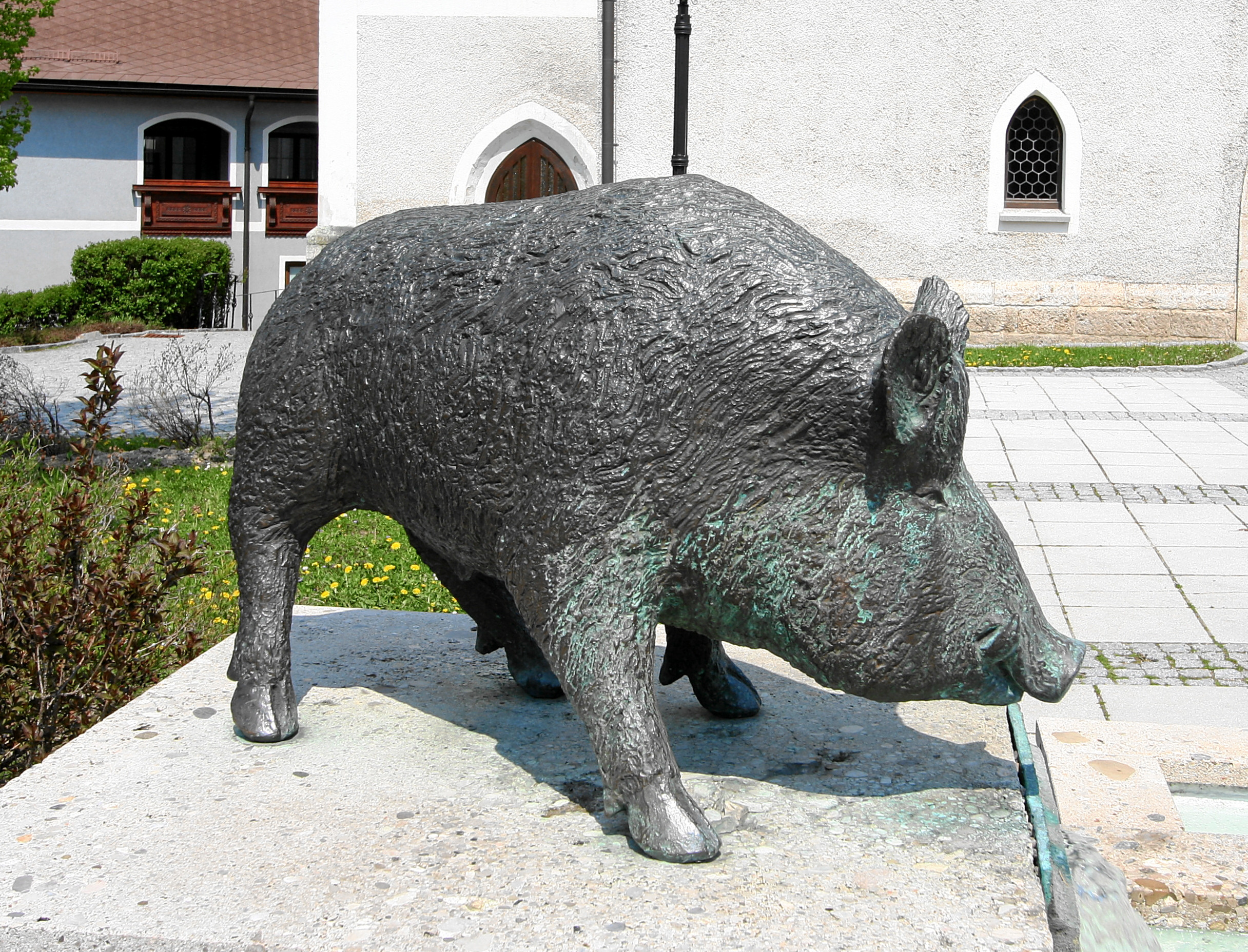
Der Eber als (volksetymologisch hergeleitetes) Symbol der Gemeinde

Der Ort Eberschwang wurde erstmals im Jahr 903 als Heurtteswanc urkundlich erwähnt, ein Rodungsname auf -wang, der erste Wortteil ist unklar.
Seit Gründung des Herzogtums Bayern war der Ort bis 1779 bayrisch und kam nach dem Frieden von Teschen mit dem Innviertel (damals Innbaiern) zu Österreich. Während der Napoleonischen Kriege wieder kurz bayrisch, gehört der Ort seit 1816 endgültig zu Österreich ob der Enns (Land Oberösterreich).
Nach dem Anschluss Österreichs an das Deutsche Reich 1938 gehörte der Ort zum Gau Oberdonau. 1945 erfolgte die Wiederherstellung Oberösterreichs.

### Einwohnerentwicklung
Von 1981 bis 1991 gab es ein starkes Wachstum, da sowohl die Geburtenbilanz als auch die Wanderungsbilanz positiv waren. Von 1991 bis 2011 war die Wanderungsbilanz negativ, konnte aber durch die positive Geburtenbilanz ausgeglichen werden.

## Kultur und Sehenswürdigkeiten
- Schloss Eberschwang
- Schloss Mayrhof

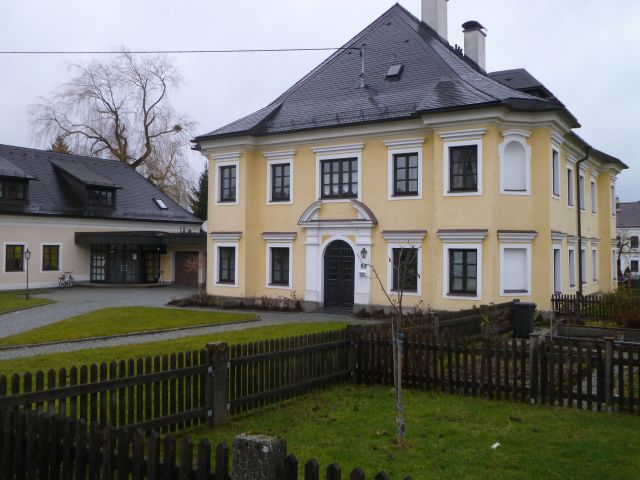
Schloss Eberschwang

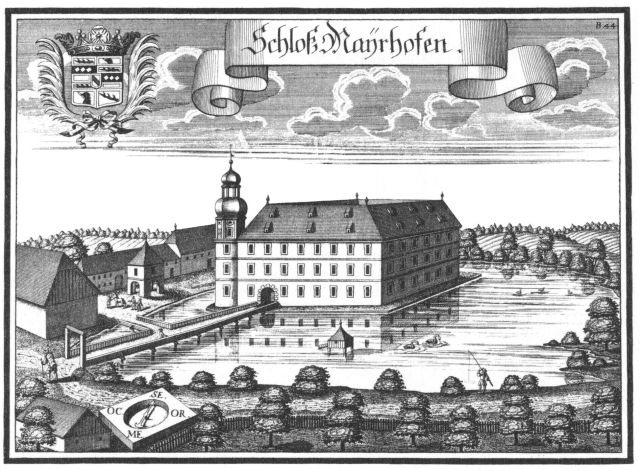
Schloss Mayrhof

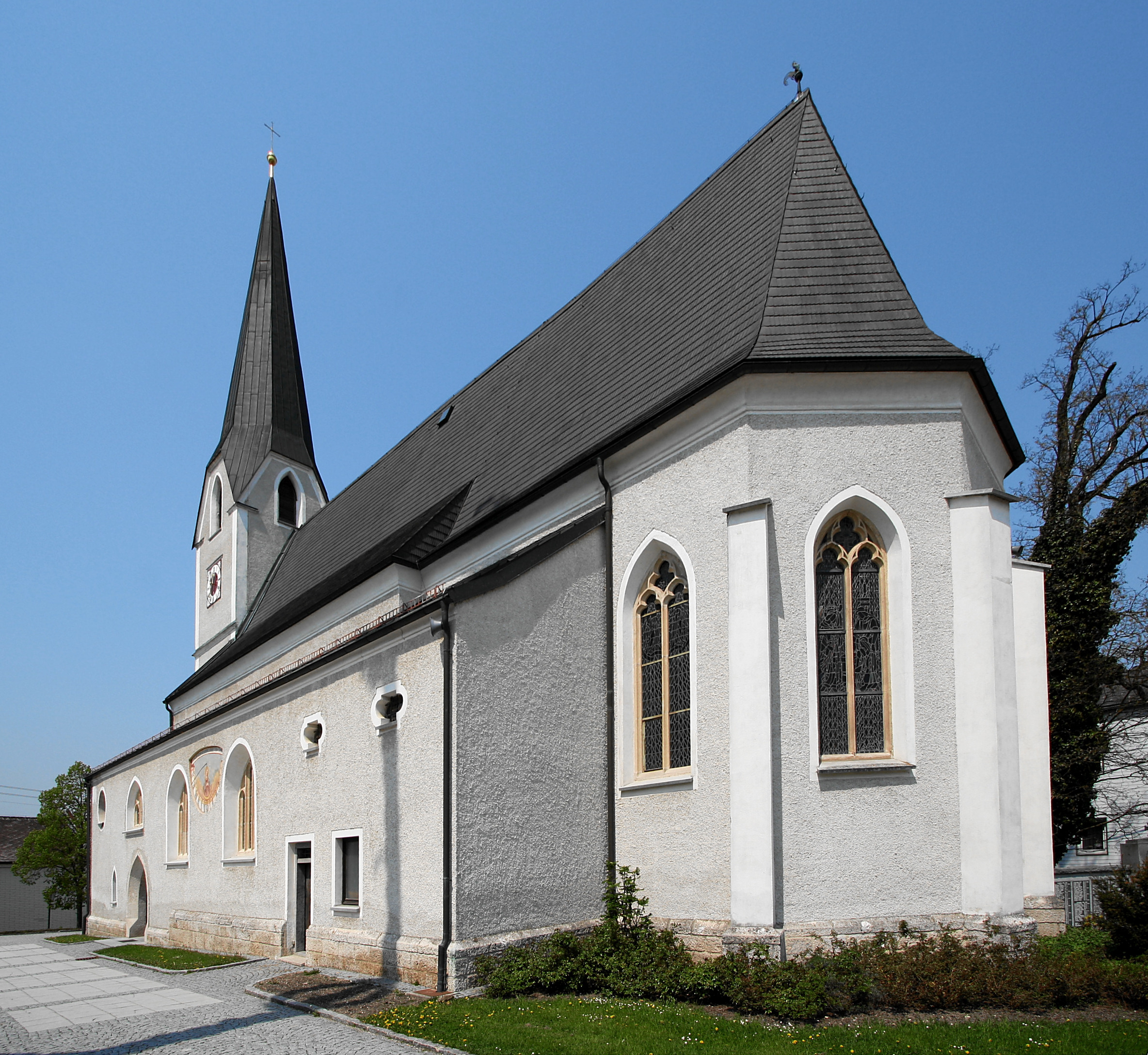
Pfarrkirche Eberschwang

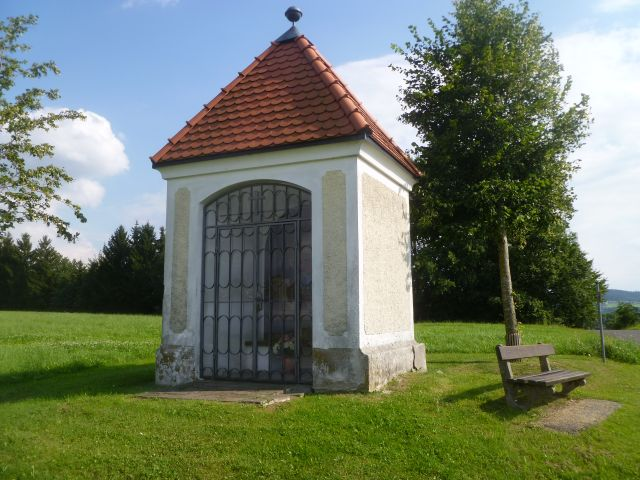
Elisabethkapelle Eberschwang

- Katholische Pfarrkirche Eberschwang hl. Michael: In ihren Ursprüngen aus dem 11. Jahrhundert und wurde 1410 im gotischen Stil aus- und umgebaut. Neben der Pfarrkirche stand noch eine Wallfahrtskirche, diese wurde aber im Zuge der Kirchenreform Josephs II. im Jahr 1784 geschlossen und zwischen 1801 und 1804 abgetragen.

### Naturbad Eberschwang
Das Naturbad Eberschwang ist ein im Juni 2005 eröffnetes Freibad mit biologischer Wasseraufbereitung. Die Idee war, anstelle eines konventionellen Schwimmbades mit einer mechanisierten und chemischen Wasseraufbereitung ein Schwimmbecken mit biologischem Filterkreislauf zu bauen. Dazu wurde ein Regenerationsteich von Pflanzen angelegt, der mit dem Schwimmbereich verbunden ist. Das Naturbad ist im Flachufer mit Kiesstrand ausgestaltet. Das Wasser ist durch den gänzlichen Verzicht auf Chemikalien insbesondere für Kleinkinder und ältere Menschen sehr gut verträglich.

### Freizeit und Sport
- Bauernkapelle Eberschwang
- Bauernbund
- Burschenschaft 1837
- Enduro Sport Club Eberschwang
- Faschingsgilde Eberschwang
- FF Eberschwang
- FF Walling
- FF Eichetsham
- FF Hausruck
- FF Leopoldshofstatt
- FF Zeiling
- Jungburschenschaft 1837
- Junge ÖVP
- Karate Eberschwang
- KMB katholische Männerbewegung Eberschwang
- Landjugend
- Marktmusik Eberschwang
- ÖTB-Turnverein
- ÖVP Frauen
- ÖAAB Eberschwang
- Pferdefreunde Eberschwang
- Rastelli-Fanclub Eberschwang
- Seniorenbund
- Siedlerverein Eberschwang
- Stockschützen Eberschwang
- SV Eberschwang
- Tennisverein UTC Eberschwang
- Theatergruppe Eberschwang
- Tischtennis-Sektion der Union Eberschwang
- Union Eberschwang
- United Ratbikes MC
- Wirtschaftsbund

## Wirtschaft und Infrastruktur

### Verkehr
Eberschwang liegt an der Hausruck Straße B 143 zwischen Vöcklabruck und Ried im Innkreis. Die Hausruckbahn (Attnang-Puchheim–Schärding) hat auf dem Gemeindegebiet zwei Haltestellen, ehemals zwei Bahnhöfe, Hausruck und Eberschwang.

### Bildung
- Volksschule
- Hauptschule
- Zweigstelle der Landesmusikschule Ried im Innkreis

## Politik
Der Gemeinderat hat 25 Mitglieder.
- Mit den Gemeinderats- und Bürgermeisterwahlen in Oberösterreich 2003 hatte der Gemeinderat folgende Verteilung: 12 SPÖ, 7 ÖVP, 4 FPÖ und 2 GRÜNE.
- Mit den Gemeinderats- und Bürgermeisterwahlen in Oberösterreich 2009 hatte der Gemeinderat folgende Verteilung: 11 SPÖ, 7 ÖVP, 4 FPÖ, 2 GRÜNE und 1 BZÖ.
- Mit den Gemeinderats- und Bürgermeisterwahlen in Oberösterreich 2015 hatte der Gemeinderat folgende Verteilung: 9 SPÖ, 7 FPÖ, 7 ÖVP und 2 GRÜNE.
- Mit den Gemeinderats- und Bürgermeisterwahlen in Oberösterreich 2021 hat der Gemeinderat folgende Verteilung: 10 ÖVP, 6 SPÖ, 6 FPÖ, 2 GRÜNE und 1 MFG.[4]

### Bürgermeister
Bürgermeister seit 1850 waren:
- 1850–1858 Karl Biringer
- 1858–1861 August Zweimüller
- 1861–1864 Josef Pott
- 1864–1867 August Zweimüller
- 1867–1870 Felix August Topf
- 1879–1873 Josef Heränter
- 1873–1879 Josef Maier
- 1879–1885 Josef Knoglinger
- 1885–1894 Felix Topf
- 1894–1897 Martin Itzinger
- 1897–1906 Georg Topf
- 1906–1909 Josef Bögl
- 1909–1919 Mathias Helm
- 1919–1924 Franz Hofinger
- 1924–1929 Johann Obermaier
- 1929–1934 Franz Topf
- 1934–1942 Alois Mayrhuber
- 1942–1945 Georg Bögl
- 1945–1949 Alois Mayrhuber
- 1949–1977 Josef Reiter
- 1977–2000 Günther Pumberger
- seit 2000 Josef Bleckenwegner

### Wappen
Blasonierung:
„In Gold, auf grünem Dreiberg, ein schwarzer, rot bezungter, schreitender Eber.“
Die Gemeindefarben sind Grün-Gelb.
Das von Karl Adlmannseder entworfene Wappen wurde der Gemeinde am 26. Februar 1979 von der oberösterreichischen Landesregierung verliehen. Der Eber nimmt – etymologisch nicht korrekt – auf den Gemeindenamen Bezug.
Der grüne Dreiberg symbolisiert den Ausläufer des Hausrucks an der Ostgrenze der Gemeinde mit Schlossberg, Turmberg und Sulzberg (von Nord nach Süd).

## Persönlichkeiten

### Söhne und Töchter der Gemeinde
- Marie Andeßner (1833–1906), österreichische Weltreisende

- Hans Kirchsteiger (1852–1932), katholischer Priester und Schriftsteller
- Josef Emprechtinger (1889–1960), Politiker
- Hans Rödhammer (1909–1998), Politiker
- Erwin Gimmelsberger (1923–2003), Journalist und Lyriker
- Erich Schaber (* 1946), Bildhauer und Maler
- Walter Egger (1948–2024), Moderator und Mundartautor
- Johann Mösenbichler (* 1959), Musiker und Dirigent
- Petrus Stockinger (* 1982), katholischer Priester und Propst des Stiftes Herzogenburg

### Mit der Gemeinde verbundene Persönlichkeiten
- Karl Michael Adlmannseder (1902–1981), Bildhauer und Maler
- Franz Berger (1860–1929), ehemaliger Bürgermeister der Stadt Salzburg
- Josef Skrabal (1892–1934), Kämpfer im Österreichischen Bürgerkrieg 1934, begraben in Eberschwang